# Comune di Kalvarija
Kalvarija è uno dei 60 comuni della Lituania, situato nella regione della Sudovia.